# 静岡県立富士特別支援学校富士東分校
静岡県立富士特別支援学校 富士東分校（しずおかけんふじとくべつしえんがっこう ふじひがしぶんこう）は、静岡県富士市にある県立特別支援学校の分校。富士東高校の校舎内に設置されている。

## 概要
募集定員
- 2学級18人

通学区域
- 富士市東部地区（吉原第一、第二、第三、吉原東、元吉原、須津、大淵、田子浦、岳陽、吉原北）

部活動
- スポーツ部
- 総合文化部

作業班
- メンテナンス班
- クラフト班
- 農耕班
- マリンスイープ班
- 企画広報班

## 沿革
- 令和5年3月9日
  - 富士東高校にて、富士特別支援学校の教員が「共生・共育集会」を実施[3]。
- 2023年4月1日に開校。初年度入学生徒数15名[4]。

## 理念
学校教育目標
 「富士に向かってはばたく たくましく 生きる人」を育てる 
分校教育目標
 「良さを磨き 共に学び 社会で協働する人」を育てる

## アクセス
富士急行バス
- 富士駅:北口①番乗り場 富士見台団地行
富士東高校下車（富士駅より所要時間約33分）
- 吉原中央駅:④番乗り場 富士見台団地行
富士東高校下車（吉原中央駅より所要時間約６分）